# Le vicende riguardanti lo scomparso Arthur Jermyn e la sua famiglia
Le vicende riguardanti lo scomparso Arthur Jermyn e la sua famiglia (Facts Concerning the Late Arthur Jermyn and His Family) è un racconto breve dell'orrore di Howard Phillips Lovecraft scritto nel 1920. Venne pubblicato per la prima volta sulla rivista The Wolverine nel marzo e nel giugno del 1921, mentre la rivista Weird Tales lo pubblicò nell'aprile del 1924 col titolo The White Ape.
Venne pubblicato in italiano nel 1973 col titolo Arthur Jermyn e ripubblicato anche come La verità sul defunto Arthur Jermin e la sua famiglia.

## Trama
Questo racconto si divide in due parti. Nella prima viene narrata la storia della famiglia Jermyn a partire dal trisavolo Sir Wade, che scoprì le rovine di un'antica città nelle foreste del Congo e le vestigia della civiltà scomparsa che vi abitò. Nella seconda parte si narrano i fatti di Arthur, ultimo discendente dei Jermyn, uomo deforme ma intelligente e coltissimo, che riprende le ricerche del suo trisavolo in Africa mettendosi sulle tracce di un misterioso idolo femminile adorato dal popolo della città perduta.